# Seriatopora dentritica
Espèce
Seriatopora dentritica est une espèce de coraux appartenant à la famille des Pocilloporidae.